# تمپی (آریزونا)
تمپی (به انگلیسی: Tempe) شهری در شهرستان مریکوپا ایالت آریزونا است که در سرشماری سال ۲۰۱۰ میلادی، ۱۶۱٬۷۱۹ نفر جمعیت داشته‌است. تمپی، به‌طور رسمی در تاریخ ۱۸۹۴ میلادی به‌عنوان یک شهر شناخته شد.